# Ниjaски језик
Нијаски језик је аустронежански језик који се говори на острву Нијас и Бату острвима у близини западне обале Суматре у Индонезији. Познат је као Ли Ниха својим изворним говорницима. Спада у подгрупу северозападносуматранских језика, која такође укључује ментавајски језик и батачке језике. У 2000. години било је око 770.000 говорника.
Постоје три главна дијалекта: северни, централни и јужни.

## Дијалекти
Постоје следећи дијалекти:
1. Северни дијалект: области града Гунунгситоли, али и подручја Аласа и Лахева.
2. Јужни дијалект: Јужни Нијас, подручје Гомо, подручје Телукдалам и Бату.
3. Централни дијалект: подручја Сиромбу и Мандрехе, посебно у западном Ниасу.

## Фонологија:
Јужни дијалект Нијас: 
|           | Предњи | Средњи | Задњи |
| Затворени | i      |        | u     |
| Средина   | e      | ⟨ö⟩ ɤ  | o     |
| Отворени  |        | a      |       |

|                    | Лабијални | Зубни/ Дентални | Алвеоларни/ Надзубни | Палатални/ Предњонепчани | Веларни/ Задњонепчани | Глотални |
| Назални            | m         | n               |                      |                          |                       |          |
| Праскави           | b         | t d ⟨ndr⟩ [dʳ]  | ⟨c⟩ [tʃ] ⟨z⟩ [dʒ]    |                          | k ɡ                   | ⟨'⟩ [ʔ]  |
| Фриктивни/ Струјни | ɸ β       | s               |                      |                          | ⟨kh⟩ [x]              | h        |
| Приближни          | ⟨ß⟩ [ʋ]   | l               |                      | ⟨y⟩ [j]                  | w                     |          |
| Треперећи          | ⟨mb⟩ [ʙ]  | r               |                      |                          |                       |          |

## Граматика
Нијаски језик је ергативни-апсолутни језик. Ови језици деле међу собом одређени образац који се односи на предмете глагола.
У нијаском језику нема придева, ту функцију су преузели глаголи.
Нијаски показује мутације сугласника на почетку именица и неке друге врсте речи, у циљу да покаже падеж. Неколико сугласника је подложено мутацији као што је приказано у доњој табели. Када реч почиње са самогласником, слово н или г додаје се пре самогласника; избор н или г је лексички условљен. (На пример, öri ~ nöri  је 'село федерација', а öri ~ göri је 'наруквица'). 
| Основни облик | Мутација               |
| ------------- | ---------------------- |
| ф             | в                      |
| т             | д                      |
| с             | з                      |
| ц             | з                      |
| к             | г                      |
| б             | мб                     |
| д             | ндр                    |
| Самогласник   | н+самоглас.г+самоглас. |

Остали сугласници се не мењају. Немутирана форма се користи у цитирању. Мутирани облик се појављује само на првој именици у именичкој фрази. Користи се за:
- апсолутивни случај (са прелазним глаголом, само у главној реченици, а са непрелазним глаголом, у зависним)
- поседник (само именице; заменице узимају генитивну форму)
- предмет већине предлога (заменице узимају генитивну форму)

Поред тога што је облик цитирања, немутирани облик се користи за:
- ергативни случај
- оба аргумента  у зависној прелазној реченици
- са löna- "да не постоји"
- након неких предлога (као што је " faoma" са (инструменталом))